# アムレート・ノヴェリ
アムレート・ノヴェリ（Amleto Novelli、1885年10月18日 - 1924年4月16日）は、イタリアの俳優。

## 出演作品
- 硝子の家
- 呪の恨
- ファビオラ
- クリスタス
- 十字軍
- 真紅の恋
- アントニーとクレオパトラ
- クオ・ヴァディス